# Харіомер
Харіомер (д/н — 88/90) — король херусків у 60—88/90 роках. Ім'я перекладається як «Знаний військовий очільник» або «Знаний вояк».

## Життєпис
Вважається сином короля херусків Італіка. Після смерті останнього близько 60 року стає наступним правителем херусків. Дотримувався політики попередника щодо союзу з Римською імперією, внаслідок чого постійно конфліктував з хаттами. Також не мав великої підтримки серед власного народу. Звертався по військову допомогу до імператора Доміціана, але отримав лише гроші. У 88 або 90 році зазнав поразки від хаттів, був повалений, а його плем'я приєдналося до племінного альянсу хаттів, заклавши основу утворення майбутнього союзу ріпуарських франків. З огляду на це розглядається як останній «король» херусків.